# Horisme bipartita
Horisme bipartita là một loài bướm đêm trong họ Geometridae.